# Elektroindukcijska peć
Elektroindukcijska peć jest električna peć koja toplinu ostvaruje električnim induktivitetom i na taj način tali metal. Iako elektroindukcijska peć može biti bazična ili kisela, ova razlika nema toliko značenje kao kod drugih postupaka dobivanja čelika (Bessemerov postupak, Thomasov postupak, Siemens-Martinova peć i elektrolučna peć), jer se s ovim postupkom samo tali čelik, čiji je sastav unaprijed određen s punjenjem (uloškom) materijala. Taljenje je gotovo jedina metalurška operacija u ovom postupku, kojom je zamijenjen stari lončarski postupak. Punjenje može biti čak iz jednog komada. Ako se dodaje stari čelik s otpada, onda se prvo pune veliki komadi, a zatim se zapunjava s manjim komadima.
Poklopac elektroindukcijske peći nepropusan je za plinove, da bi se spriječila oksidacija i toplinski izolirala talina od okoliša (kod drugih postupaka ovu ulogu igra troska). Kada se uključi električna struja, brzo izmjenično magnetsko polje s visokom gustoćom toka, stvoreno u primarnom namotu, stvara jaku sekundarnu struju u metalnom punjenju, a ona se pretvara u toplinu. Toplina uglavnom nastaje na krajevima metala, ali se konvekcijom brzo prenosi u jezgru. Ako se radi i s troskom, ona se brzo izmiješa s metalom. Nakon taljenja i brzog miješanja materijala, troska se izlije, dodaju se dezoksidanti i legirajući elementi, pa se na kraju talina izlijeva. Po toni rastaljenog čelika troši se oko 650 kWh električne energije, a taljenje traje od 1 do 1,5 sati.
Mjenjač frekvencije radi od 50 Hz do 400 000 Hz. Na jedan mjenjač frekvencije može se priključiti više elektroindukcijskih peći, a najčešće dvije koje su izmjenično u pogonu. Elektroindukcijska peć veoma je pogodna za taljenje čelika s velikim sadržajem kroma (nehrđajući čelik) jer se talina ne pregrijava. Kod elektrolučne peći može ispariti i do 15% kroma iz starog čelika s otpada. Temperatura taline može se vrlo točno regulirati, u uskim granicama ± 5 ºC. Kod elektroindukcijske peći moguće je raditi s natpritiskom (dezoksidacija čelika ugljikom ili vodikom) ili u vakuumu (stvaranje nitrida ili karbonitrida u čeliku), tako da se može dobiti čelik vrlo točnog sastava. Isparavanje mangana, aluminija i kroma sprječava se korištenjem atmosfere s inertnim plinovima.